# دیوکوفسکایا
دیوکوفسکایا (به لاتین: Dyukovskaya) یک منطقهٔ مسکونی در روسیه است که در استان آرخانگلسک واقع شده‌است.